# Pamięcin (województwo zachodniopomorskie)
Pamięcin (niem. Denkhaus) – wieś sołecka w Polsce położona w województwie zachodniopomorskim, w powiecie choszczeńskim, w gminie Recz. W latach 1975–1998 miejscowość administracyjnie należała do województwa gorzowskiego. W roku 2007 wieś liczyła 129 mieszkańców. 

## Geografia
Wieś leży ok. 6,5 km na południe od Recza.

## Historia
Folwark w Pamięcinie został założony w k. XVIII wieku. Należał wtedy do majętności w Chełpie i liczył ok. 350 ha. W okresie tym właścicielem był kpt. Otto von Stülpnagel. W latach 1816–1817 majątek nabyła rodzina von Misebach, która sprzedawszy w 1830 r. Chełpę zatrzymała Pamięcin. Odtąd był to samodzielny majątek, który od 1850 r. powrócił do rodziny Stülpnagel i liczył ok. 176 ha. Po 1945 r. do 1958 r. majątek był użytkowany przez prywatnych rolników, potem powstała tu Rolnicza Spółdzielnia Produkcyjna.

## Zabytki
- Opuszczony neoklasycystyczny dwór z poł. XIX w.
- pagórek kryjący relikty fundamentów rycerskiego zameczku[5].